# Glendale (Missisipi)
Glendale – jednostka osadnicza w Stanach Zjednoczonych, w stanie Missisipi, w hrabstwie Forrest.